# Kasteel van La Verrerie
Het Kasteel van La Verrerie (Frans: Château de la Verrerie) is een kasteel in de Franse gemeente Oizon.
Met de bouw van het kasteel werd begonnen aan het einde van de 15e eeuw in opdracht van Béraud Stuart, heer van Aubigny. In 1525 liet Robert Stuart het kasteel uitbreiden. Hij had in dienst van de Franse koning gevochten in Italië en liet het kasteel optrekken in Italiaanse renaissancestijl. Nadat het huis Stuart d'Aubigny was uitgestorven, schonk koning Lodewijk XIV het kasteel in 1673 aan hertogin Louise de Kérouaille, minnares van de Engelse koning.
Het kasteel kreeg zijn naam van een glasfabriek die aan hetzelfde meer gevestigd was, maar in 1815 werd afgebroken.